# Crumomyia glacialis
Crumomyia glacialis är en tvåvingeart som först beskrevs av Johann Wilhelm Meigen 1830.  Crumomyia glacialis ingår i släktet Crumomyia och familjen hoppflugor. Inga underarter finns listade i Catalogue of Life.